# Holocneminus piritarsis
Holocneminus piritarsis is een spinnensoort uit de familie trilspinnen (Pholcidae). De soort komt voor op Samoa, de Australeilanden, Henderson eiland en de Marshalleilanden. De soort is de typesoort van het geslacht Holocneminus.